# 7500 Sassi
7500 Sassi este un asteroid din centura principală de asteroizi.

## Descriere
7500 Sassi este un asteroid din centura principală de asteroizi. A fost descoperit pe 3 octombrie 1996 la observatorul astronomic din Farra d'Isonzo. Asteroidul prezintă o orbită caracterizată de o semiaxă mare de 2,29 ua, o excentricitate de 0,09 și o înclinație de 6,1° în raport cu ecliptica.